# 鵜飼猛
鵜飼 猛（うかい たけし、1866年1月29日（慶応元年12月13日） - 1948年（昭和23年）5月6日）は、日本の牧師。法学者の鵜飼信成や、アメリカ共産党員でアメリカOSS（戦略情報局）にも所属した鵜飼宣道（ジョー・コイデ）、銀座教会名誉牧師の鵜飼勇の実父でもある。

## 生涯

### 初期
1866年1月29日（慶応元年12月13日）に松江に生まれる。1879年（明治12年）同郷の鵜飼渚の養子となる。

### 渡米・入信
1885年（明治18年）東京府立第一中学校を中退して、美山貫一を頼ってサンフランシスコに行く。
1886年（明治19年） サンフランシスコの中国人伝道館で洗礼を受ける。その後、アイオワ州のシンプソン大学で学ぶ。

### 牧師時代
1894年（明治27年） アメリカ・メソジスト教会で按手礼を受けて牧師になる。
1895年（明治28年） 帰国し、青山美以教会（のちに銀座教会と合併）で牧師になる。
1896年（明治29年）4月 中央美以教会（のちの銀座教会）に転任。3代目牧師となる。
1901年（明治34年）1月1日 妙子夫人（矢嶋楫子の娘）との間に長女 清子が誕生。
1906年（明治39年） 信成が誕生。
1906年（明治39年）4月 鎌倉メソジスト教会（現・日本基督教団鎌倉教会）に転任。河合禎三と共に日本教会学校協会を創設して、主事にもなり、日本の教会学校の推進に尽力する。
1907年（明治40年）5月 日本メソジスト銀座教会（のちの日本基督教団銀座教会）へ再赴任。4代目牧師になる。
1908年（明治41年） 駒込教会に転任。
1910年（明治43年）3月 日本メソジスト銀座教会（のちの日本基督教団銀座教会）へ再赴任。6代目牧師になる。
1922年（大正11年） 4男の勇が誕生。
1923年（大正13年）3月 鎌倉メソジスト教会（現・日本基督教団鎌倉教会）に転任。
1948年（昭和23年）5月6日 没。